# Simone Knapp
Simone Knapp ist eine österreichische Diplomatin und Botschafterin in Äthiopien. Sie ist mitakkreditiert bei der Afrikanischen Union (AU) und Intergovernmental Authority on Development (IGAD), sowie Uganda, Dschibuti, Südsudan und die Republik Kongo (Brazzaville).

## Leben und Ausbildung
Simone Knapp studierte Politikwissenschaft an der Leopold-Franzens Universität in Innsbruck und schloss 1997 mit einer Arbeit zu Jugendorganisationen der politischen Parteien im Vergleich ab. Anschließend absolvierte Knapp ein Doktoratsstudium, welches sie 2002 mit einer Dissertation, begutachtet von Heinrich Neisser, zum Thema Nationalismus und Europäische Integration am Beispiel Kroatiens abschloss.
Anschließend arbeitete Knapp mehrere Jahre in der Privatwirtschaft, der Wirtschaftskammer Österreich sowie verschiedenen Abteilungen des österreichischen Außenministeriums.

## Diplomatische Karriere
Zwischen 2005 und 2011 arbeitete sie an der Österreichischen Ständigen Vertretung bei der Europäischen Union in Brüssel als stellvertretenden Vertreterin PSK (Politik- und Sicherheitskomitee) sowie als Delegierte in weiteren Komitees und Arbeitsgruppen.
Von 2011 bis 2015 leitete sie vier Jahre lang das Österreichische Koordinationsbüro für Entwicklungszusammenarbeit in Kampala in Uganda.
Danach war sie stellvertretende Leiterin der OSZE-Task Force während des österreichischen Vorsitzjahres 2017, und von 2015 bis 2016 war sie stellvertretende Abteilungsleiterin der Afrikaabteilung des österreichischen Außenministeriums.
Bis Juli 2022 war Knapp Leiterin der Abteilung für bilaterale und regionale Programmierungsangelegenheiten in der Sektion für Entwicklungszusammenarbeit des österreichischen Außenministeriums in Wien.
Im Dezember 2021 wurde Knapp als Botschafterin für Äthiopien benannt und trat die Position im Februar 2022 an. Im November 2022 wurde sie für die Afrikanische Union und Januar 2023 für die Dschibuti akkreditiert.